# Гияслы (Агдамский район)
Гияслы (азерб. Qiyaslı) — село в Агдамском районе Азербайджана. Расположено в 3 км от г. Агдам.

## История
В школе с. Гияслы в начале XX века преподавал просветитель Джаббар бек Велибеков.

### Период Азербайджанской ССР
Развивались растениеводство, животноводство. В селе были расположены жилые дома, школа, детский сад, клуб, библиотека, медицинский пункт.

### Карабахский конфликт
В период Первой карабахской войны село было захвачена армянскими войсками.
От мечети остались только ригеля разрушенного купола и стены с пробоинами.
Согласно  Трёхстороннему заявлению от 10 ноября 2020 года, в результате 44-дневной войны 20 ноября 2020 года Агдамский район, и вместе с ним село были возвращены Азербайджану.

## Общие сведения
Село расположено рядом с автомобильной дорогой Агдам — Агдере.
Территория села — 400 гектар.
24 декабря 2023 года начато восстановление села.
На первом этапе восстановления будет построено 656 домов на 145 гектарах.
Всего планируется построить 1323 дома.
18 июля 2025 года после реставрации открыта Мечеть Гияслы.

## Достопримечательности
- Мечеть XVIII века